# Lidiya Averianova
Lidiya Averianova (4 de marzo de 1960) es una deportista soviética que compitió en remo. Ganó cuatro medallas en el Campeonato Mundial de Remo entre los años 1983 y 1987.

## Palmarés internacional
| Campeonato Mundial | Campeonato Mundial       | Campeonato Mundial | Campeonato Mundial |
| Año                | Lugar                    | Medalla            | Prueba             |
| ------------------ | ------------------------ | ------------------ | ------------------ |
| 1983               | Duisburgo (RFA)          | Medalla de oro     | Ocho con timonel   |
| 1985               | Malinas (Bélgica)        | Medalla de oro     | Ocho con timonel   |
| 1986               | Nottingham (Reino Unido) | Medalla de oro     | Ocho con timonel   |
| 1987               | Copenhague (Dinamarca)   | Medalla de bronce  | Ocho con timonel   |